# 防風
防風，又稱作牛防風、屏風、回草、青防風，是中藥材，是傘形科多年生草本植物防風的根。主產於黑龍江、四川、內蒙古、東北、華北等地。生用。

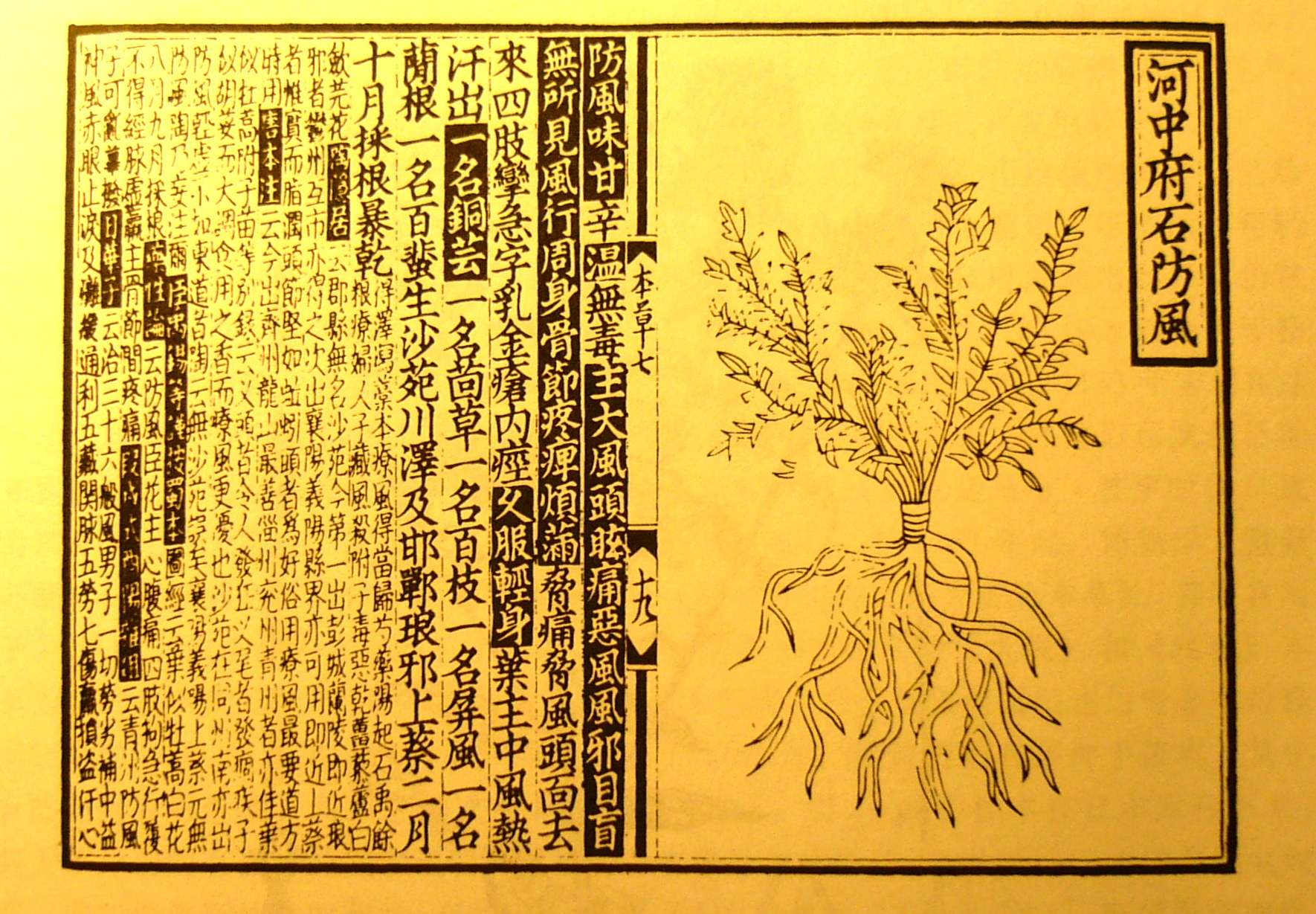

## 性味歸經
- 味辛、甘
- 氣微溫
- 入膀胱、肝、脾經[1]

## 功效應用
- 發散風寒：用於感冒風寒表實証，常配荊芥、羌活、前胡等同用，如荊防敗毒散。防風性浮而升，尤善治外感風邪之頭痛，常配蒺藜、藁本等同用，因味兼甘，配黃芪、白朮同用，又可治表虛外感自汗，如玉屏風散。
- 袪風濕、止痹痛：防風味辛、甘，質柔潤，袪風而不燥，前人稱之為風藥中潤劑，用於風濕在表之關節疼痛，常配羌活、川芎、白芷等同用，如羌活勝濕湯。
- 袪風止痙：防風袪風作用較強，作輔助藥用於治破傷風頸背強急、口噤、手足痙攣，有袪風以止痙攣之效，常與天南星、白芷、白附子、天麻等同用，如玉真散。

此外，防風有用於解食物中毒、農藥中毒、常配甘草、綠豆、紅糖各10-12克同用，又實驗表明本品排砷作用明顯，証明防風可解砒毒。

## 用量用法
用於解表，一般用6-10克；若用於袪風止痙,需用20克以上。

## 使用注意
防風屬辛溫發散之品，血虛發痙及陰虛火旺頭痛均忌用。

## 炮制
除去杂质，洗净，润透，切厚片，干燥。

## 贮藏
存放甕內或木箱中，置阴凉干燥处，防黴，防蛀，夏秋勤查勤曬。

## 其他資料
- 《神農本草經》謂防風「主大風頭眩痛，惡風，風邪，目盲無所見，風行周身骨節疼痛。」
- 據化學分析，防風含有揮發油、甘露醇、酚性物質及多糖。
- 據藥理分析，防風對痢疾杆菌有較強的抑制作用，並有發汗、解熱、袪風、鎮痛作用。